# Kenya Prisons
Kenya Prisons – żeński klub piłki siatkowej z Kenii. Został założony w 2006 roku.

## Sukcesy
- Afrykańska Liga Mistrzyń:
  -  1. miejsce (2x): 2010, 2011
- Mistrzostwa Kenii:
  -  1. miejsce (3x):